# Pedro Arias Dávila
Pedro Arias Dávila (auch bekannt als Pedrarias Dávila und Pedro Arias de Ávila, * um 1440 in Segovia, Spanien; † 6. März 1531 in León, Nicaragua) war ein spanischer Kolonialbeamter und Eroberer. Er war Gouverneur von Panama (1514–1526) und Nicaragua (1527–1531).

## Leben
Dávila stammte aus einer angesehenen Familie; sein Onkel Juan Arias de Ávila war Bischof von Segovia. Er war als geschickter Turnierkämpfer bekannt, bevor er in den 1490er Jahren an den Kämpfen zur Eroberung Granadas teilnahm; darüber hinaus beteiligte er sich an Kämpfen der spanischen Krone in Nordafrika (1508–1511). Im Jahr 1513 wurde Dávila auf Betreiben des Bischofs von Burgos vom spanischen König Ferdinand zum Gouverneur und Generalkapitän von Castilla de Oro („Goldkastilien“, ungefähr das heutige Panama) ernannt, wo er Vasco Núñez de Balboa, dem Entdecker der Südsee, nachfolgen sollte. Balboa, der auch sein Schwiegersohn wurde, erhielt zum Ausgleich die Kontrolle über ein anderes Territorium. Ein langer Streit zwischen den beiden Männern und die Eifersucht Dávilas kulminierte schließlich in der falschen Anschuldigung des Hochverrats, weshalb Balboa am 21. Januar 1519 durch Enthauptung exekutiert wurde.
In der Folgezeit erweiterte er die spanischen Besitzungen auf dem amerikanischen Festland und legte zahlreiche Stützpunkte an, die die Erforschung der mittelamerikanischen Westküste und die nachfolgende Eroberung des Inkareichs ermöglichten. Im Jahr 1519 gründete er Panama-Stadt und verlegte 1524 die Hauptstadt von Castilla de Oro von Darién dorthin.
Dávila galt anfangs als Förderer der Konquistadoren Francisco Pizarro und Diego de Almagro, ehe er sich auch mit diesen zerstritt. Im Jahr 1526 wurde er von Pedro de los Ríos als Gouverneur Panamas abgelöst und zum Gouverneur von Nicaragua ernannt, wo er 1531 starb.
Dávilas Regierungszeit ist als ungerechte und autoritäre Phase bekannt. Aufgrund seines skrupellosen Vorgehens wurde er auch „Pedrarias der Grausame“ genannt.